# Атлантида (муниципалитет)
Атлантида (исп. Atlántida) — муниципалитет в Уругвае в департаменте Канелонес. Административный центр — Атлантида.

## История
Муниципалитет образован 15 марта 2010 года.

## Состав
В состав муниципалитета входят следующие населённые пункты:
- Атлантида
- Вилья-Аргентина
- Сити-Гольф
- Эстасьон-Атлантида